# EVD
Pour les articles homonymes, voir EVD (homonymie).

Logo du disque versatile renforcé

EVD est l’abréviation de Enhanced Versatile Disc en anglais, disque versatile renforcé en français. En 1999, le Ministère de l’Industrie et de l’Information (MII) en Chine, a demandé à un consortium de 9 entreprises de créer un nouveau format vidéo. Ceci pour ne plus payer le brevet du DVD aux États-Unis et donc rentabiliser leur production.
Ce format devrait être techniquement et commercialement efficace, et surtout sans redevances : l’EVD était né. Ce consortium de 9 entreprises chinoises s’appelle le Beijing E-World.
Ces entreprises sont : Shanghai SVA, Shinco, Amoi, BBK, Skyworth, Changhong, Malata, Shenzhen SAST et XOCECO.
Il est donc en concurrence avec le disque Blu-Ray et le disque HD DVD vidéo.
Le support physique est un DVD, les codecs VP5 et VP6 de On2 sont prévus comme formats de compression.
La réutilisation d’un format physique précédent pour un nouveau format vidéo spécifiquement chinois est similaire à celle du China Video Disc (CVD) une version basse résolution du SVCD destinée au marché chinois.